# Sweet (álbum)
Sweet es el octavo álbum de estudio de la banda estadounidense de pop punk Mayday Parade, siendo lanzado el 18 de abril de 2025 a través de Many Hats Endeavors. Es la primera entrega de un álbum de tres partes y cuenta con tres sencillos: «Pretty Good to Feel Something», «By the Way» y «Towards You».

## Lanzamiento y promoción
El 11 de julio de 2024, el grupo lanzó el sencillo principal del álbum, "Pretty Good to Feel Something". El 8 de enero de 2025, el grupo lanzó el segundo sencillo del álbum, "By the Way". El tercer sencillo, "Towards You", se lanzó el 27 de febrero. El álbum se lanzó oficialmente el 18 de abril, y ese mismo día, el grupo lanzó el video musical de "Who's Laughing Now", con la participación de Knuckle Puck.
El grupo se embarcó en el "Tres Hurras por 20 Años" para celebrar el lanzamiento de su EP debut, "Tales Told by Dead Friends", a la vez que interpretaban canciones de su nuevo álbum. Al grupo se unen Microwave, Grayscale y Like Roses. La gira se extendió a Australia con fechas anunciadas para septiembre de 2025 con Jack's Mannequin y The Home Team.

## Lista de canciones
Todas las canciones escritas y compuestas por Mayday Parade. 
| N.º | Título                                      | Duración |  |
| 1.  | «By the Way»                                | 2:52     |  |
| 2.  | «4,000 Days Plus the Ones I Don't Remember» | 3:52     |  |
| 3.  | «Who's Laughing Now» (con Knuckle Puck)     | 3:55     |  |
| 4.  | «This Personified»                          | 0:21     |  |
| 5.  | «Who We Are»                                | 2:58     |  |
| 6.  | «Natural»                                   | 3:42     |  |
| 7.  | «Towards You»                               | 3:41     |  |
| 8.  | «Pretty Good to Feel Something»             | 3:06     |  |

## Personal
Mayday Parade
- Derek Sanders - voz principal
- Alex García - guitarra principal
- Brooks Betts - guitarra rítmica
- Jeremy Lenzo - bajo
- Jake Bundrick - batería